# Priemgetalstelling
In de getaltheorie, een deelgebied van de wiskunde, beschrijft de priemgetalstelling de verdeling van de priemgetallen. De priemgetalstelling geeft een ruwe beschrijving van hoe ver grote priemgetallen 'gemiddeld' uit elkaar liggen. Ruwweg gesproken stelt de priemgetalstelling dat, als een willekeurig getal in de buurt van enig groot getal {\displaystyle n} wordt gekozen, dan de kans dat dit gekozen getal een priemgetal is, ongeveer gelijk is aan 1⁄{\displaystyle \ln(n)}, waarin {\displaystyle \ln(n)} staat voor de natuurlijke logaritme van {\displaystyle n}. In de buurt van {\displaystyle n=10{.}000} is de kans ongeveer 1⁄9, terwijl dit in de buurt van {\displaystyle n=1{.}000{.}000{.}000} ongeveer 1⁄21 is.

## Beschrijving

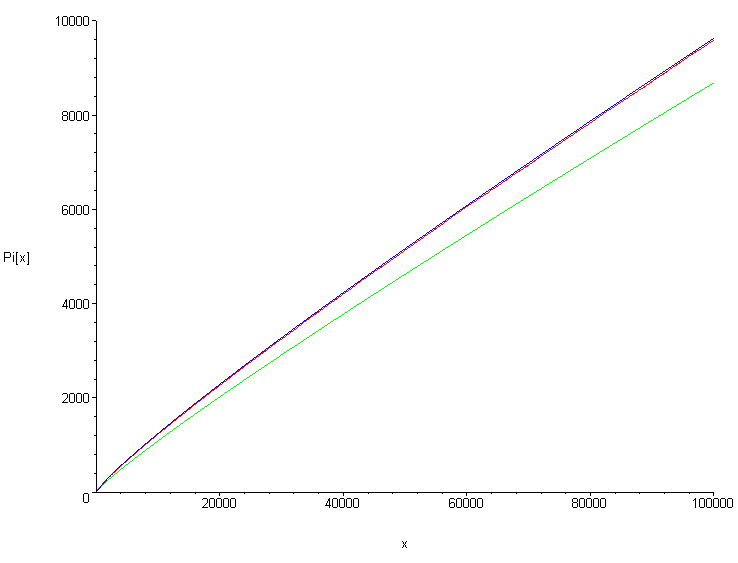

Laat {\displaystyle \pi (x)} de priemgetal-telfunctie zijn die voor ieder reëel getal {\displaystyle x} het aantal priemgetallen kleiner dan of gelijk aan {\displaystyle x} geeft. Een voorbeeld is {\displaystyle \pi (10)=4}, dit omdat er vier priemgetallen, 2, 3, 5 en 7, kleiner dan of gelijk aan 10 zijn. De priemgetalstelling stelt dan dat de limiet van het quotiënt van de twee functies {\displaystyle \pi (x)} en {\displaystyle x/\ln(x)} als {\displaystyle x} tot oneindig nadert gelijk is aan 1.
{\displaystyle \lim _{x\to \infty }{\frac {\pi (x)}{x/\ln(x)}}=1}
Deze formule staat bekend als de asymptotische verdelingswet van de priemgetallen. Dit wordt ook wel uitgedrukt als:
{\displaystyle \pi (x)\sim {\frac {x}{\ln x}}}
Deze notatie en ook de stelling zeggen niets over de limiet van het verschil van de twee functies als {\displaystyle x} tot oneindig nadert. Het verschil gedraagt zich zeer gecompliceerd en is nauw aan de riemann-hypothese gerelateerd. De priemgetalstelling zegt dat {\displaystyle x/\ln(x)} nadert tot {\displaystyle \pi (x)} in de zin dat de relatieve fout van deze benadering tot 0 nadert, als {\displaystyle x} tot oneindig nadert.
De priemgetalstelling is equivalent aan de stelling dat het {\displaystyle n}-de priemgetal {\displaystyle p_{n}} ongeveer gelijk is aan {\displaystyle n\,\ln(n)}, waarbij de relatieve fout van deze benadering opnieuw tot 0 nadert als {\displaystyle n} tot oneindig nadert.

## Geschiedenis van de asymptotische verdelingswet van de priemgetallen
Gebaseerd op de priemgetallentabellen van Felkel en Vega uitte Legendre in 1796 het vermoeden dat {\displaystyle \pi (x)} wordt benaderd door de functie {\displaystyle x/\ln(x)-b}, waarin {\displaystyle b=1{,}08\ldots } een constante dicht bij 1 is. Gauss hield zich in ongeveer dezelfde tijd als Legendre met hetzelfde vraagstuk bezig en kwam op basis van de voorliggende berekeningen en enige heuristische redeneringen met zijn eigen benaderingsfunctie, de logaritmische integraal {\displaystyle \mathrm {li} (x)}, maar publiceerde zijn resultaten niet. De formules van zowel Legendre als Gauss betekenen dat {\displaystyle \pi (x)} en {\displaystyle x/\ln(x)} naar dezelfde waarde naderen. De benadering van Gauss blijkt beter te zijn, als de verschillen in plaats van de quotiënten worden beschouwd.
De Russische wiskundige Tsjebysjev heeft in twee artikelen uit 1848 en 1850 geprobeerd de asymptotische verdelingswet van de priemgetallen te bewijzen. Zijn werk valt op door het gebruik van de zèta-functie {\displaystyle \zeta (s)}, nog voor de beroemde verhandeling van Riemann uit 1859. Tsjebysjev slaagde erin een iets zwakkere vorm van de asymptotische verdelingswet te bewijzen, namelijk dat, als de limiet van {\displaystyle \pi (x)/(x/\ln(x))} voor {\displaystyle x} naar oneindig, bestaat, deze limiet noodzakelijkerwijs gelijk is aan 1. Hij was in staat om zonder voorbehoud te bewijzen dat dit quotiënt voor elke {\displaystyle x} door twee gegeven constanten wordt begrensd. Hoewel Tsjebysjev in zijn artikel de priemgetalstelling niet helemaal bewees, gebruikte hij zijn schattingen voor {\displaystyle \pi (x)} om het postulaat van Bertrand, dat er voor {\displaystyle n\geq 2} een priemgetal tussen {\displaystyle n} en {\displaystyle 2n} bestaat, te bewijzen.
De verhandeling van Riemann uit 1859, Über die Anzahl der Primzahlen unter einer gegebenen Grösse, ("Over het aantal priemgetallen kleiner dan een gegeven grootte") was zonder twijfel het belangrijkste werk over de verdeling van de priemgetallen. Het is het enige artikel dat Riemann ooit over dit onderwerp heeft geschreven en hij introduceerde daarin revolutionaire ideeën over het onderwerp. Het belangrijkste daarvan is het idee dat de verdeling van priemgetallen nauw is verbonden met de nulpunten van de analytisch voortgezette riemann-zèta-functie van een complexe variabele. In het bijzonder brengt Riemann in deze verhandeling zijn idee tot uitvoer om methoden uit de functietheorie bij het bestuderen van de reële functie {\displaystyle \pi (x)} te gebruiken. Voortbordurend op deze diepe ideeën van Riemann slaagden Hadamard en De la Vallée Poussin er onafhankelijk van elkaar in, bijna veertig jaar na Riemann en alle twee in 1896, de asymptotische verdelingswet van de priemgetallen te bewijzen. Beiden maakten gebruik van methoden uit de functietheorie, waarbij zij als een belangrijke stap in het bewijs vaststelden dat de riemann-zèta-functie {\displaystyle \zeta (s)} ongelijk aan nul is voor alle complexe waarden van de variabele {\displaystyle s} die van de vorm {\displaystyle s=1+it} met {\displaystyle t>0} zijn.
De stellingen van Hadamard en de La Vallée Poussin werden in de 20e eeuw ook bekend als de priemgetalstelling en er werden verschillende nieuwe bewijzen van de priemgetalstelling gevonden, waaronder die van Selberg en Erdős in 1949.